# Rob Green
Rob Green és director de cinema, productor, editor i guionista.
És més notable per The Bunker i el thriller dramàtic de terror House. Actualment treballa en el seu proper projecte, la pel·lícula històrica de ciència-ficció Gladiators v Werewolves: Edge of Empire.

## Filmografia
- The Black Cat (1995)
- The Trick (1997)
- The Bunker (2001)
- House (2008)